# Halldór Héðinsson
Halldór Héðinsson (Hedhinsson, n. 920) fue un vikingo y bóndi de Garpsdalur, Austur-Barðastrandarsýsla en Islandia. Era hijo de Héðinn Gilsson. Es un personaje de la saga Þorskfirðinga, y saga de Laxdœla. Su hijo Þorvaldur Halldórsson (n. 968) heredaría su hacienda y sería el primer marido de Guðrún Ósvífursdóttir.